# Jouer les victimes
Pour plus de détails, voir Fiche technique et Distribution.
Jouer les victimes (russe : Изображая жертву, Izobrajaïa jertvou, littéralement : en jouant les victimes) est un film russe réalisé par Kirill Serebrennikov, sorti en 2006.
Présenté au cours de la première édition du Festival de cinéma de Rome, ce film remporte le prix du meilleur film. Le film rappelle, sous la forme d'une comédie noire, la pièce de Shakespeare, Hamlet.

## Synopsis
Valia gagne sa vie en jouant pour la police le rôle de cadavre lors des scènes de reconstruction de meurtre. Une nuit, il rêve qu'il est lui-même mort, et son père défunt lui apparaît et l'informe qu'il a été empoisonné par sa mère et son amant.

## Fiche technique
- Directeur de la photographie : Sergueï Mokritski

## Distribution
- Youri Tchoursine : Valia
- Vitali Khaïev : le capitaine
- Alexandre Iline : Seva
- Marat Bacharov : Karas
- Marina Goloub : la mère de Valia
- Anna Mikhalkova : Liouda
- Fiodor Dobronravov : le père de Valia / l'oncle Petia
- Andreï Fomine : Syssoïev, l'intellectuel neurasthénique
- Elena Morozova : Olia
- Natalia Mokritskaïa : la femme travaillant à la piscine
- Igor Gasparian : Zakirov
- Maxime Konovalov : Verkhouchkine
- Alexeï Martchenko : le manager du restaurant japonais
- Liya Akhedjakova : la serveuse du restaurant japonais

## Distinctions

### Récompenses
- Festival de cinéma de Rome 2006 : Marc Aurèle d'or du meilleur film
- Kinotavr 2006 : Grand prix
- Nika 2007 : meilleure actrice dans un second rôle pour Lia Akhedjakova

### Nominations
- Festival du film Nuits noires de Tallinn 2006
- Festival international du film de Rotterdam 2007
- Festival international du film Nouveaux Horizons 2007
- Festival du film de TriBeCa 2007
- Festival international du film de Durban 2007
- Festival international du film de Copenhague 2007
- Nika Awards 2007 :
  - Meilleur film
  - Meilleur acteur pour Vitali Khaïev
  - Meilleure actrice dans un second rôle pour Anna Mikhalkova
  - Meilleur espoir pour Youri Tchoursine